# Mycalesis caffra
Mycalesis caffra är en fjärilsart som beskrevs av Hans Daniel Johan Wallengren 1857. Mycalesis caffra ingår i släktet Mycalesis och familjen praktfjärilar. Inga underarter finns listade i Catalogue of Life.